# Wilhelm Seedorf
Wilhelm Seedorf (* 11. Oktober 1881 in Altenmedingen-Bostelwiebeck bei Uelzen; † 10. März 1984 in Göttingen) war ein deutscher Agrarökonom.

## Lebensweg
Seedorf, Sohn einer alteingesessenen Bauernfamilie, studierte nach mehrjähriger landwirtschaftlicher Lehrzeit zunächst in Göttingen, Berlin und später wieder in Göttingen Landwirtschaft, Geschichte und Germanistik. In Göttingen wurde er auch Mitglied der SV! Agronomia Gottingensis, deren Altherrenvorsitzender er später wurde. 1905 promovierte er an der Universität Göttingen mit einer Dissertation über den „Hausvater“ Otto von Münchhausen auf Schwöbber (1716–1774) und dessen Bedeutung für die Entwicklung der Landwirtschaftslehre.
Nach seiner Promotion arbeitete Seedorf als Landwirtschaftslehrer in Bredstedt (Schleswig-Holstein) und seit 1909 als Leiter einer landwirtschaftlichen Buchstelle in Libau (Kurland). 1911 wurde er Generalsekretär des Land- und Forstwirtschaftlichen Provinzialvereins für das Fürstentum Lüneburg. 1915 ging er als Hauptgeschäftsführer der Landwirtschaftskammer der Provinz Brandenburg nach Berlin. 1920 folgte er einem Ruf an die Universität Göttingen auf den Lehrstuhl für landwirtschaftliche Betriebslehre, den er bis zu seiner Emeritierung im Jahre 1948 innehatte. Am 11. November 1933 unterzeichnete er das Bekenntnis der deutschen Professoren zu Adolf Hitler. Seedorf hat sich geweigert, in die NSDAP einzutreten, und ist dafür vom Reichsnährstand bekämpft worden.

## Lehre und Forschung
Seine Lehr- und Forschungstätigkeit stellte Seedorf uneingeschränkt in den Dienst der praktischen Landwirtschaft. Zu seinen Hauptarbeitsgebieten gehörten die Landarbeitslehre, die landwirtschaftliche Marktlehre und das Bildungswesen. Ein wesentliches Anliegen war es für ihn, den Landwirten das oft theoretisch-abstrakte betriebswirtschaftliche Wissen durch praxisnahe Ausbildung und Beratung zu vermitteln. Als „Bauernprofessor“ stand er bei der Landbevölkerung in hohem Ansehen. Er hat in zahlreichen Aufsätzen die Pflege der plattdeutschen Sprache gefordert.
Zeitlebens galt Seedorfs Interesse der Agrargeschichte. Mehrere biographische Beiträge veröffentlichte er über Johann Heinrich von Thünen und Albrecht Daniel Thaer. Von 1931 bis 1945 war er Geschäftsführer der „Gesellschaft für Geschichte und Literatur der Landwirtschaft“. Während dieser Zeit hat er zwölf Hefte des Jahrbuches dieser Gesellschaft herausgegeben. Auch an der 1953 erfolgten Neugründung dieser Gesellschaft, der heutigen „Gesellschaft für Agrargeschichte“, war er maßgebend beteiligt.

## Ehrungen
Seedorf, der im 103. Lebensjahr verstarb und bis zuletzt in erstaunlich geistiger Frische am Leben der Zeit teilnahm, wurden zahlreiche Ehrungen zuteil. Er erhielt u. a. das Große Verdienstkreuz der Bundesrepublik Deutschland (1957), die Max-Eyth-Denkmünze in Gold und die Ehrendoktorwürde der Universität Hohenheim. Die Gesellschaft für Agrargeschichte ernannte ihn zu ihrem Ehrenvorsitzenden. Die Stadt Uelzen hat die Straße, in der die Bezirksstelle der Landwirtschaftskammer Niedersachsen liegt, nach Wilhelm Seedorf benannt.

## Schriften (Auswahl)
- Otto von Münchhausen auf Schwöbber, seine Bedeutung als landwirtschaftlicher Schriftsteller und seine Verdienste um die Begründung der Landwirtschaftslehre. Diss. phil. Göttingen 1905. Zugl. als gekrönte Preisschrift veröffentlicht (Göttingen 1906) – Neudruck in: Jahresheft der Albrecht-Thaer-Gesellschaft Bd. 11, 1966, S. 43–83.
- Landarbeitslehre.  Friedrichswerth 1925.
- Die Arbeitsschulung in der Landwirtschaft. Berlin 1930.
- Grundriß der landwirtschaftlichen Marktlehre für Landwirte, Volkswirte, Kaufleute, Verwaltungsbeamte, landwirtschaftliche Schulen und Studierende. Berlin 1932.
- Landvolkerziehung. Hiltrup (Westf.) 1955, 2. Aufl., ebd. 1956.